# Parc national Velykyï Louh
Le parc national Velykyï Louh (en ukrainien : Великий Луг (національний природний парк)) est un  parc national de l'oblast de Zaporijjia situé dans le sud de l'Ukraine.

## Histoire
Le 11 décembre 2009, le décret présidentiel crée le parc national. Il se trouve en rive gauche du Dniepr sur un plateau rocheux, le parc est un lieu important pour les oiseaux migrateurs.
Il est nommé d'après la Grande Prairie.

## Géographie

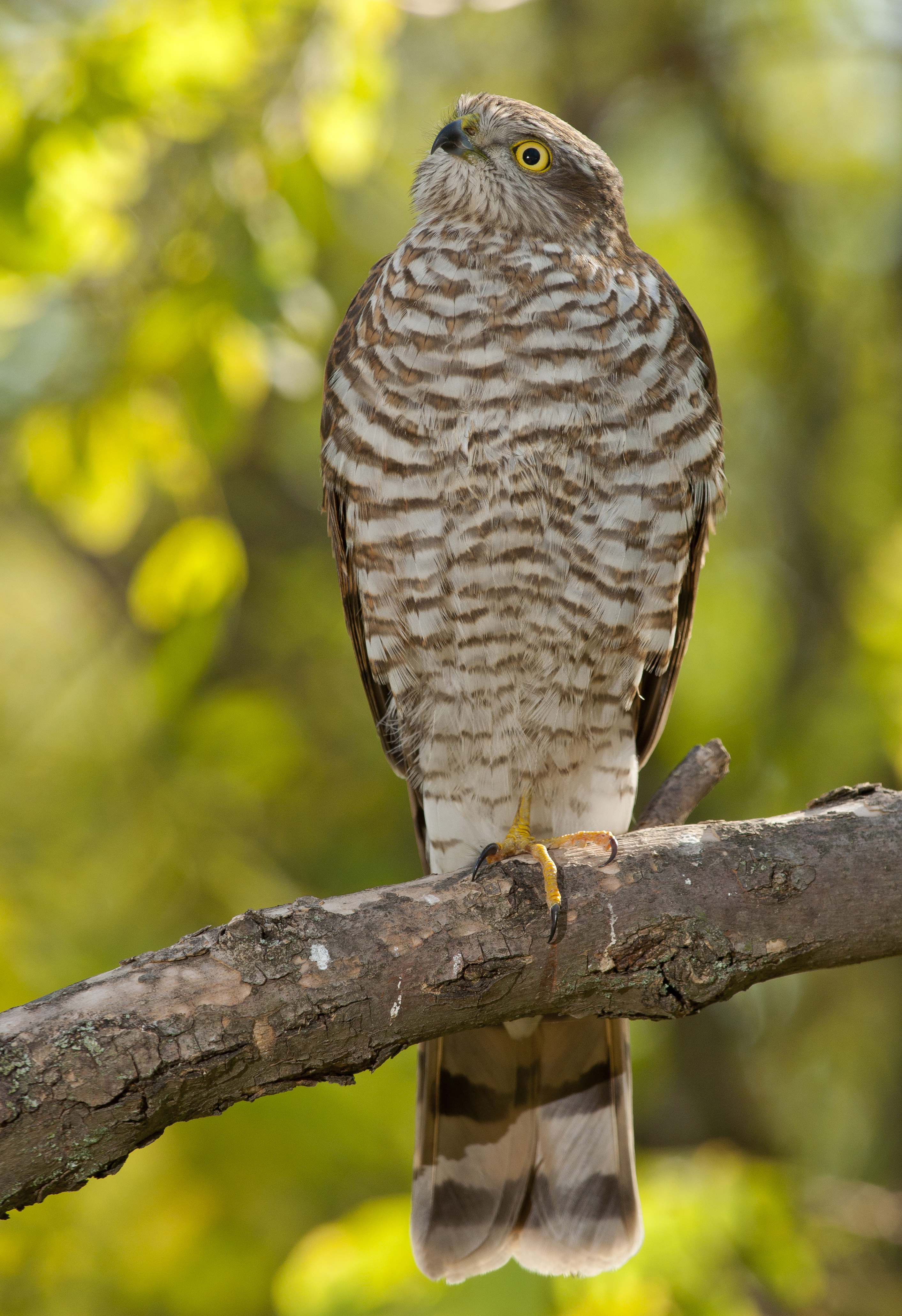
Épervier d'Europe.
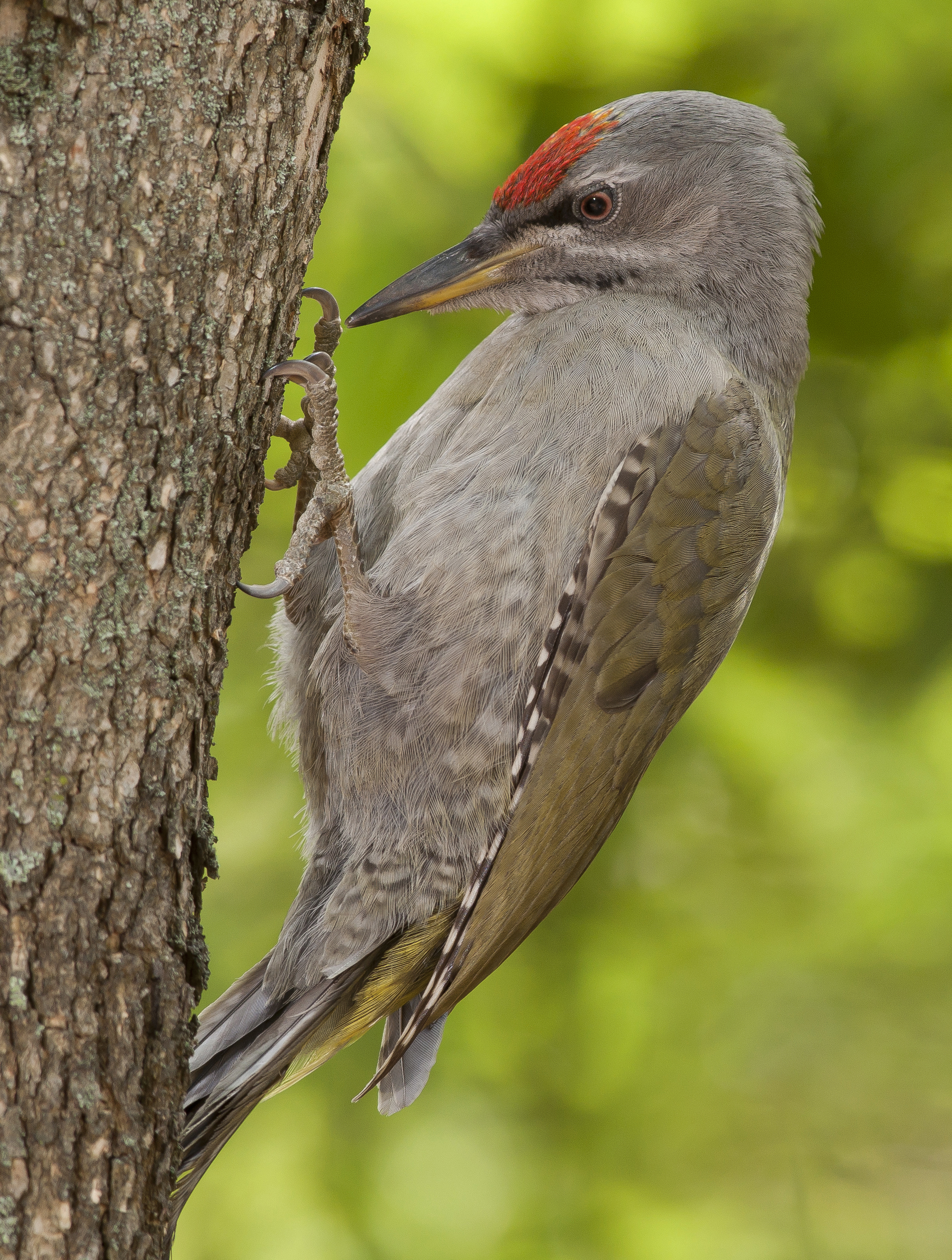
Pic cendré.
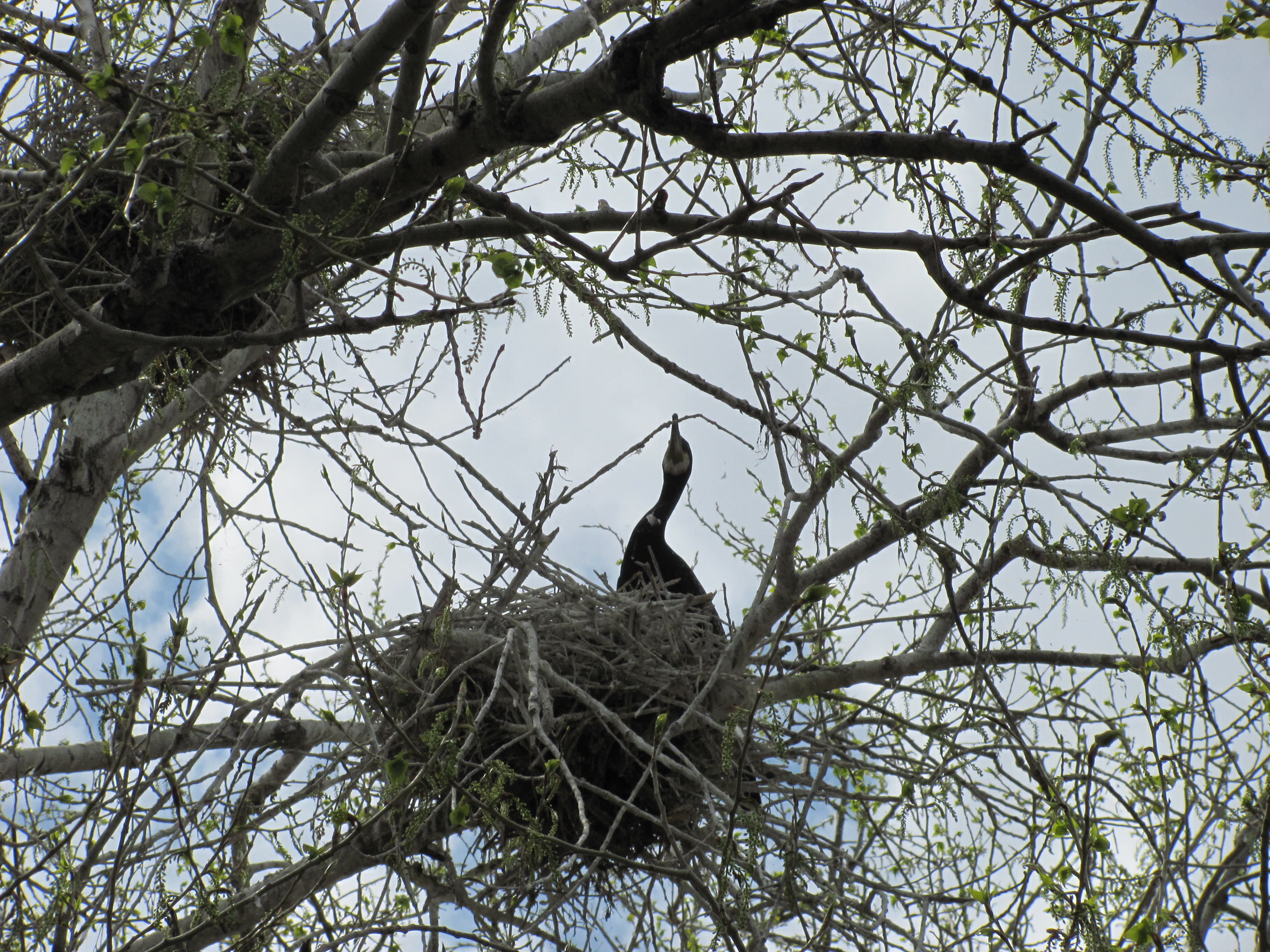
Cormoran nidifiant.
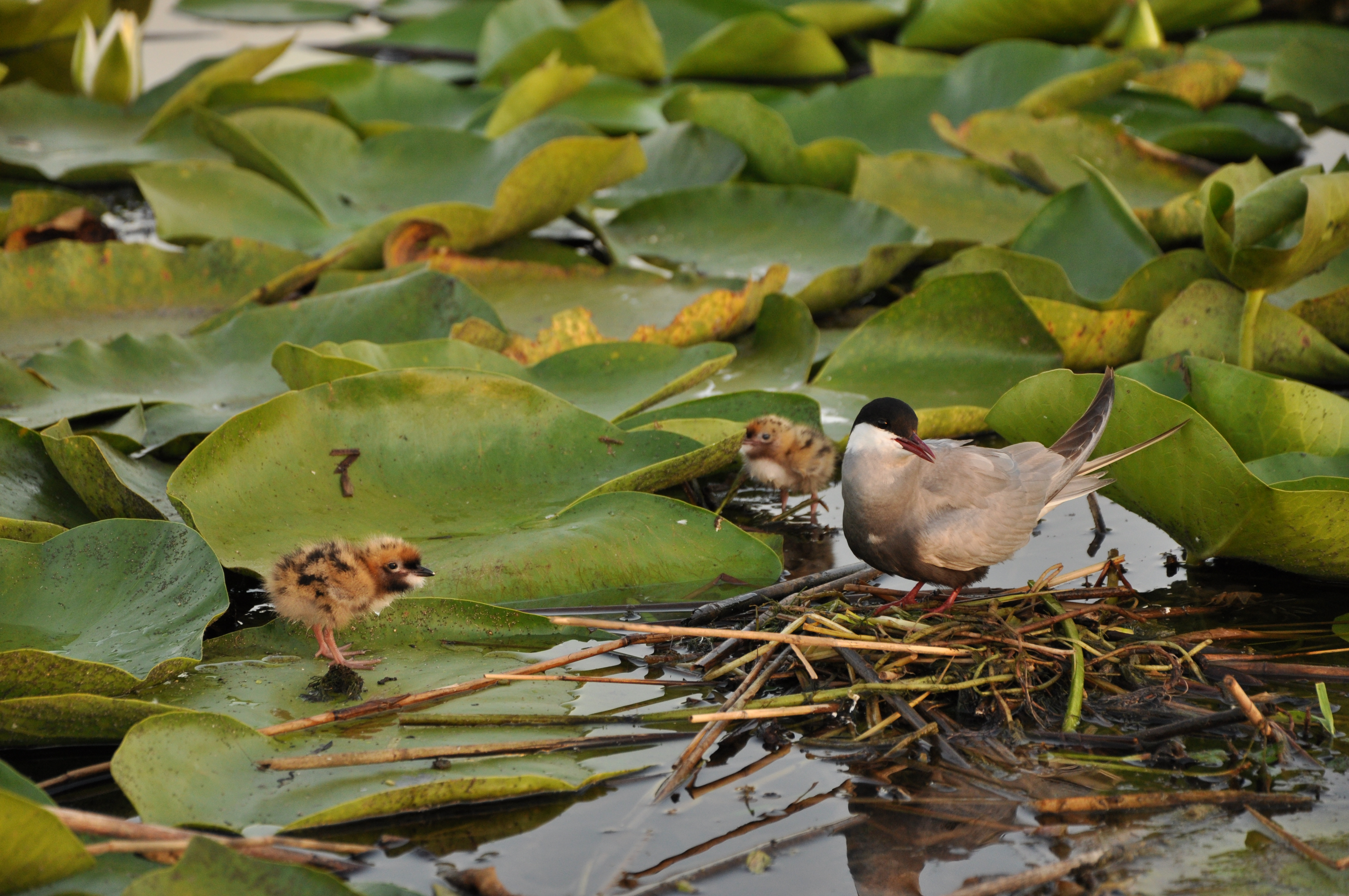
Grand et du Petit Koutchougoury.
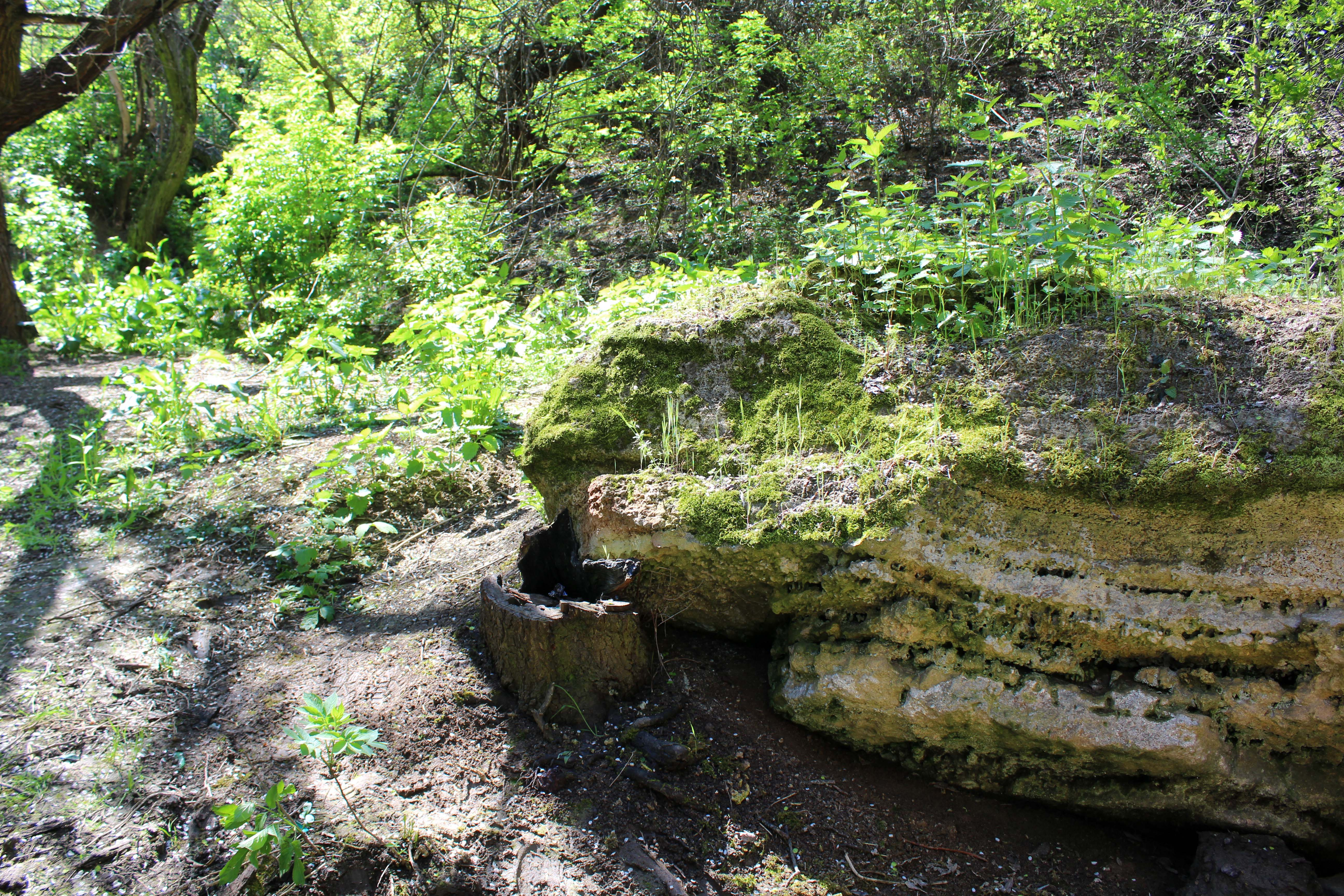
Berge rocheuse.
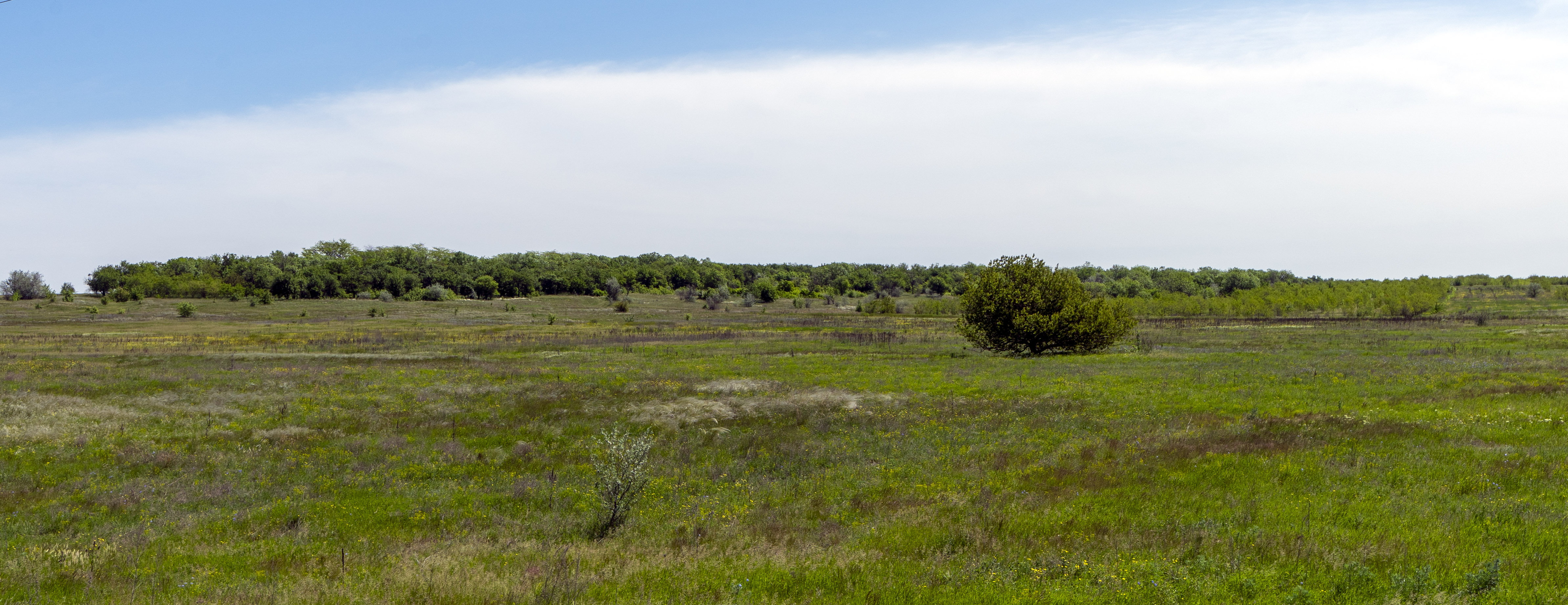
Plaine.